# Juancho Ruiz, el Charro
Juan Ramón Ruiz Urraca, conocido como Juancho Ruiz, el Charro (Grañón, La Rioja, 8 de septiembre de 1958) es un cantante, autor, promotor, arreglista y productor musical español, que abarca géneros como el mariachi, country, pop latino, boleros, jazz, merengue y balada romántica.

## Trayectoria musical

### Primeros pasos
Sus primeros pasos en la música los dio con solo ocho años, en su colegio Los Boscos de Logroño, donde se creó un grupo infantil donde él tocaba la batería y también la guitarra. En 1974, junto a cuatro jóvenes más, formó el conjunto músico-vocal Venus, que se dedicaron durante un tiempo a animar festividades riojanas por plazas y discotecas. De ahí pasó a formar parte de los Armstrong, con quienes permaneció hasta 1978.
En 1979 formó junto a Pedro Tirado el Dúo Vendema, grabando su primer disco, un sencillo de dos temas, producido por la primera compañía de discos riojana, Iregua, dirigida por Jesús Vicente Aguirre y Paco Marín.Alcanzó un primer gran éxito compartiendo escenario con Los Pecos
en la Plaza de Toros de Soria, ante un público entusiasta. Aquel momento marcó el comienzo de una trayectoria artística que no ha dejado de crecer desde entonces.
En 1980 firmó con Dial Discos, y grabó primero dos temas Te Quiero y La vendimia (Fiestas de San Mateo) y al año siguiente su primer LP, un homenaje a Gabriel Alberola, vinculado a TVE en La Rioja, que falleció con 19 años víctima de un accidente de aviación, titulado Amigo Gabriel.
En 1982 llegaría su primer éxito, tras poner música a dos poemas compuestos por la escritora riojana Esther Novalgos, interpretados por Pedro María Tres y él mismo en el XVI Concurso de Villancicos de Pamplona, donde años atrás habían triunfado cantantes como Víctor Manuel o María Ostiz, logrando que el tema No pueden sonar zambombas con arreglos de Javier Iturralde esa misma Navidad saliera al mercado en un LP.

### Dúo Chapala
A finales de 1983 fue cuando comenzó su andadura en el Dúo Chapala, que fundó junto al gallego Paco Formoso, fallecido en 2019, denominándose en un principio Dúo Gala, con el que alcanzó un gran éxito recorriendo toda España y países como Francia o Portugal. En esa época grabaron varios discos, llegando a ser número uno en ventas en su estilo, el mariachi.

### Carrera en solitario
En 1990 comenzó en su carrera en solitario como cantante mexicano acompañado por grandes orquestas y mariachis; recorrió el Estado Mexicano (Michoacán, Tampico, Xochimilco, etc.) compartiendo escenarios y televisiones con grandes artistas mexicanos. De allí se trae varias grabaciones y todo un amplio abanico de trajes confeccionados por el sastre de Vicente y Alejandro Fernández.
En 1991, una colaboración musical de gran relevancia tomó forma entre Juancho Ruiz "El Charro" y Eduardo Arrieta, uno de los miembros fundadores del Dúo Gala y Mariachi Montesblancos. Este proyecto cristalicó en la producción del álbum Homenaje al Dúo Gala, lanzado bajo la discográfica Pamplona C.R.S. Musical. Este disco, compuesto por 18 temas originales y versiones, se convirtió en un tributo emotivo y artístico a la trayectoria de uno de los dúos más icónicos en el ámbito de la música mariachi y regional en España.
El álbum no destaca solo por la calidad de su producción, sino también por la profundidad de sus composiciones y versiones.Grabado por los auténticos músicos del Duo Gala. Junto a los temas originales como "Mi Chatita" "Mi linda señorita", "Viejo pero no cansado", y Carabina 30 a 30, el álbum incluye interpretaciones de grandes clásicos del repertorio mariachi como La viuda alegre y Juan charrasqueado. Estas canciones, impregnadas de la fuerza y el dramatismo propios de la música ranchera, encontraron una nueva vida en las manos de Ruiz y Arrieta, quienes lograron rendir homenaje a estas piezas mientras añadían su toque distintivo.
Las canciones originales del disco capturan la esencia del género mariachi, entrelazando las tradiciones musicales con una visión más contemporánea de la época. Temas como "Mi Chatita" evocan la dulzura del amor juvenil, mientras que "Viejo pero no cansado" ofrece una reflexión más madura sobre la vida y la resistencia del espíritu humano. Por su parte, La viuda alegre y Juan charrasqueado mantienen viva la tradición de las historias épicas y dramáticas tan características de la ranchera, dotadas de una carga emocional que trasciende el tiempo.
El disco, en su totalidad, sirvió como un puente entre generaciones, manteniendo viva la esencia de las canciones tradicionales mientras introducía nuevos arreglos y matices modernos. La producción de Juancho Ruiz y los arreglos de ambos artistas dotaron a las canciones de una frescura y vitalidad que, a lo largo de los años, impulsaron su popularidad. Este trabajo fue pionero en expandir los horizontes del mariachi en España, consolidando el género en una región donde, hasta ese momento, no había alcanzado la relevancia que tuvo en México.
Lo notable de Homenaje al Dúo Gala es cómo muchas de sus canciones fueron versionadas no solo por orquestas y grupos, sino también por solistas de distintas regiones, especialmente en Navarra y el País Vasco. Este fenómeno es un testamento a la universalidad de la música contenida en el disco, que logró trascender fronteras y convertirse en parte del repertorio de numerosas agrupaciones y artistas individuales. Las versiones realizadas por diferentes solistas añadieron nuevas interpretaciones a las canciones, aportando sus propias sensibilidades vocales y estilos, pero siempre respetando la estructura y el espíritu original de las composiciones de Ruiz y Arrieta.
Navarra, en particular, adoptó las canciones de este álbum con fervor, y varias agrupaciones locales encontraron en ellas una rica fuente de inspiración. El arraigo de las composiciones y versiones de Homenaje al Dúo Gala en el repertorio de estas bandas habla del poder de la música para conectar culturas y generaciones. La capacidad de Juancho Ruiz y Eduardo Arrieta de capturar las emociones universales dentro de un género tan específico como el mariachi les aseguró un lugar permanente en la tradición musical de España.
El impacto de Homenaje al Dúo Gala  continúa siendo evidente hoy en día. El disco no solo inmortalizó al Dúo Gala y su contribución al panorama musical español, sino que también permitió que nuevas generaciones de músicos exploraran las posibilidades del mariachi y la música regional, adaptándolas a sus propios estilos. Las versiones de estas canciones, tanto por grupos como por solistas, mantienen viva esta obra, asegurando su legado por muchas décadas más.
En 1995 recibió en Madrid el Oscar de Oro de la Comunicación junto a Antonio Mercero, Fernando Ónega y José María Carrascal. Ese mismo año compuso el tema La cruz de los valientes rememorando la leyenda de Martín García de su pueblo natal, Grañon, en La Rioja. Fue estrenada en la cruz en agosto de 2001.
En 1998 grabó y produjo el tema La vendimia con arreglos de Félix Cebreiro versión merengue, que sirvió como sintonía para un programa de Televisión Española.
En 1999 grabó junto a José Antonio Labordeta el tema Severino el Sordo que sirvió como sintonía para un programa de Televisión Española. Ese mismo año, de la mano del promotor musical Ignacio Faulin se crea el grupo riojano Mágicas Estrellas, para hacer una gira por toda la rioja a beneficio de la lucha contra el cáncer. El grupo estuvo formado por Ángela Muro, Teo Echaure, Chema Purón, Jorge Ardanza, que al cabo de dos meses sería reemplazado por Michel García, y el propio Juancho Ruiz, cantando cada uno en su estilo e interpretando canciones riojanas todos juntos al principio y al final del espectáculo, que recorrió toda La Rioja.
En agosto de 2001 intervino, con otros artistas riojanos, en el sexto aniversario del programa de Televisión Española Cine de Barrio, conducido por José Manuel Parada, y que contó también con la presencia de la actriz Mary Carrillo.
En 2011 formó el grupo "Los Tres riojanos" junto a Teo Echaure y Michel García, que posteriormente se convertiría en un dúo y que desaparecería en junio de 2012 tras el fallecimiento de Echaure.
En 2019 colabora en un concierto para el Banco de Alimentos en el auditorio de Riojafórum de Logroño . El concierto organizado por el cantautor y compositor logroñés Chema Purón reunió y compartió escenario con Lucía Pérez, Jesús Vicente Aguirre, Michel García, Roberto Herreros, Jacinto Salazar y el cantautor gallego Vizcaíno, Coro Jorbalán y la Escolanía de La Rioja. Un encuentro amigable y muy emotivo. A raíz de ese concierto se editó un DVD, bajo el nombre Queridos amigos míos, acompañado de un libreto con las letras de todas y cada una de las 18 canciones que allí se incluyeron, que fue presentado el 30 de septiembre de 2020, y cuya recaudación revertirá en el Banco de Alimentos.
En 2021 presenta su disco El Aguila Negra con un gran elenco de músicos, en dicho disco hay varios duetos y arreglos del gallego Felix Cebreiro.
En febrero de 2022 presenta su disco "Himno al Club Deportivo Berceo" letra de Luis Pageo y música de su autoría, acompañado de grandes músicos y los arreglos de Felix Cebreiro.
En julio de 2022 presenta ,produce,y arregla  Mi dama letra de Luis Pageo y música de Jesús Vicente Aguirre . Colaborando y cantando con Aguirre Jesús Vicente Aguirre ,partiendo de un antiguo arreglo de "Iregua"  grabada y arreglada por Felix Cebreiro en los Estudios Quela Records de Galicia.
Julio de 2022 Canta y presenta el álbum titulado "Oro de ley" . Colaborando y cantando con otros artistas,Grabado y arreglado por el gallego Felix Cebreiro en los Estudios Quela Records de Galicia .
En diciembre de 2022 presenta ,produce,y arregla  "Lo cantamos en navidad" canciones y villancicos populares como Capitán de madera de Juan Pardo entre otros títulos.
Junio de 2023 compone ,produce y arregla Cihuri tierra envidiable dedicada a este pueblo riojano .
Enero de 2024 compone junto a Ernesto Tecglen , produce y arregla "Canciones de fútbol" dedicado a temas o cánticos de clubes de fútbol y diversos jugadores top como Jude Bellingham y otros. .
A lo largo de su extensa carrera musical de cuarenta años ha grabado más de 3.000 canciones.

## Discografía

### Dúo Chapala
| Año  | Título                                              | Discográfica |
| 1982 | El Año 2000                                         | Movieplay    |
| 1983 | Viejo pero no cansado                               | Movieplay    |
| 1984 | Nostalgias de México                                | Movieplay    |
| 1984 | Vol 1 La Ley de la vida                             | Movieplay    |
| 1984 | Vol 2 Pero que contento estoy                       | Movieplay    |
| 1985 | Tu no me Hundes                                     | Movieplay    |
| 1986 | Preso n.º 9                                         | Movieplay    |
| 1986 | Vol 3 Ay Jalisco no te Rajes                        | Movieplay    |
| 1986 | Vol 4 Corridos y rancheras                          | Movieplay    |
| 1987 | Vol 5 El Huérfano                                   | Movieplay    |
| 1987 | Viva Chihuahua                                      | Movieplay    |
| 1988 | Siete versos                                        | Movieplay    |
| 1988 | 20 éxitos dúo Chápala Volumen 1                     | Movieplay    |
| 1989 | 20 éxitos dúo Chápala Volumen 2                     | Movieplay    |
| 1989 | Vol 6 Dúo Chápala canta a la revolución mexicana    | Movieplay    |
| 1989 | Vol 7 Éxitos del Dúo Chápala                        | Movieplay    |
| 1989 | Vol 8 Éxitos de Juan Gabriel y José Alfredo Jiménez | Movieplay    |
| 1989 | Vol 9 Sones y corridos                              | Movieplay    |
| 1990 | Rancheras,sones y corridos                          | Movieplay    |
| 1990 | Valses y corridos                                   | Movieplay    |
| 1990 | Corridos Mexicanos                                  | Movieplay    |
| 1990 | Canciones de la revolución                          | Movieplay    |
| 1990 | Grandes Éxitos En Directo Vol 1 y 2                 | Movieplay    |

### En solitario
| Año  | Título                                                       | Discográfica    |
| 1979 | Te quiero                                                    | Dial Discos     |
| 1980 | La Vendimia                                                  | Dial Discos     |
| 1981 | Amigo Gabriel                                                | Dial Discos     |
| 1990 | Himno CD Logroñés (con Jorge Ardanza)                        | Divucsa         |
| 1991 | Las Mañanitas                                                | Movieplay       |
| 1991 | Viejo pero no cansado                                        | Movieplay       |
| 1991 | Que te Vaya bonito                                           | Movieplay       |
| 1992 | El Rey                                                       | Movieplay       |
| 1992 | Mi Chatita                                                   | Movieplay       |
| 1992 | Volver, volver                                               | Movieplay       |
| 1993 | Juan Charrasqueado                                           | Movieplay       |
| 1993 | Mi Linda señorita                                            | Movieplay       |
| 1993 | Canta,canta,canta                                            | Movieplay       |
| 1994 | La banda del coche rojo                                      | Movieplay       |
| 1994 | Las mejores baladas y boleros mexicanos                      | Movieplay       |
| 1994 | Saturday night (el bailecito) (como Juanchete y su pandilla) | Movieplay       |
| 1995 | Rancheras, corridos y mexicanas (como El Charro Juancho)     | CVR             |
| 1996 | Rancheras y corridos de México (como El Charro Juancho)      | CVR             |
| 1996 | Recuerdos de México (como El Charro Juancho)                 | CVR             |
| 1997 | El Jinete                                                    | Movieplay       |
| 1999 | Severino "El Sordo" (Dúo con José Antonio Labordeta)         | Movieplay       |
| 2000 | El Año 2000                                                  | Dial Discos     |
| 2001 | Grandes Éxitos                                               | Dial Discos     |
| 2002 | Más de 30 años de música                                     | Dial Discos     |
| 2003 | Mis Rancheras Favoritas                                      | Dial Discos     |
| 2004 | Canciones Mexicanas                                          | Dial Discos     |
| 2005 | Juancho El Charro y cía.                                     | Fare Luna       |
| 2006 | Ensueño de mi vida                                           | Fare Luna       |
| 2006 | Un Sentimiento                                               | Fare Luna       |
| 2007 | En tu día                                                    | Quela Records   |
| 2008 | Que falta me hace mi padre                                   | Quela Records   |
| 2009 | El Palenque y 15 éxitos más                                  | Quela Records   |
| 2011 | Rancheras y Boleros                                          | Quela Records   |
| 2012 | Alas de Plata                                                | La Cúpula Music |
| 2013 | Juntos por última vez                                        | La Cúpula Music |

| Año  | Título                                                | Discográfica    |
| 2013 | Yo me quedo con Logroño                               | Quela Records   |
| 2013 | Día del Padre                                         | La Cúpula Music |
| 2013 | Riojanísimo                                           | La Cúpula Music |
| 2013 | Canciones de mi vida                                  | La Cúpula Music |
| 2014 | La Llorona                                            | La Cúpula Music |
| 2014 | Homenaje a mi tierra la Rioja                         | Quela Records   |
| 2014 | Canciones a mi padre                                  | La Cúpula Music |
| 2015 | Últimas canciones con Teo                             | Quela Records   |
| 2015 | Verbena Mexicana (Doble CD)                           | Quela Records   |
| 2015 | Canciones de la revolución                            | La Cúpula Music |
| 2015 | 42 años de música                                     | Quela Records   |
| 2016 | Mi despedida                                          | Quela Records   |
| 2017 | La roja y gualda ondea en Gibraltar                   | La Cúpula Music |
| 2017 | De Méjico a La Rioja                                  | Quela Records   |
| 2017 | Siempre con Vosotros                                  | La Cúpula Music |
| 2017 | Mis villancicos preferidos                            | La Cúpula Music |
| 2018 | Mi Linda Señorita                                     | La Cúpula Music |
| 2018 | Dedicado a todas las mujeres del mundo                | La Cúpula Music |
| 2018 | Ay Jalisco no te rajes                                | La Cúpula Music |
| 2018 | El último trago                                       | Quela Records   |
| 2018 | Hacia Moscú,va la selección (Dúo con Ernesto Tecglen) | La Cúpula Music |
| 2018 | Cielito Lindo                                         | La Cúpula Music |
| 2018 | Un hombre con suerte                                  | Quela Records   |
| 2018 | Navidad                                               | La Cúpula Music |
| 2019 | Árboles de la barranca                                | La Cúpula Music |
| 2019 | Cuando el destino                                     | La Cúpula Music |
| 2019 | Yo debí enamorarme de tu madre                        | La Cúpula Music |
| 2019 | Paula                                                 | La Cúpula Music |
| 2019 | La copa de licor                                      | La Cúpula Music |
| 2019 | Era Mentira (Dúo con Chema Purón)                     | La Cúpula Music |
| 2019 | Es tu destino                                         | La Cúpula Music |
| 2019 | Un año más (Dúo con Chema Purón)                      | La Cúpula Music |
| 2019 | Noche de paz                                          | La Cúpula Music |
| 2020 | Homenaje al Dúo Gala (Dúo con Eduardo Arrieta)        | La Cúpula Music |
| 2020 | Día de difuntos 25 canciones para celebrar la vida    | La Cúpula Music |
| 2020 | Mis duetos preferidos                                 | La Cúpula Music |
| 2020 | Alicia Fernández                                      | La Cúpula Music |
| 2020 | Nada queda                                            | La Cúpula Music |
| 2021 | Anselma                                               | La Cúpula Music |
| 2021 | El águila negra                                       | Quela Records   |
| 2021 | Villancicos y canciones de Navidad                    | La Cúpula Music |
| 2022 | Himno al Club deportivo Berceo                        | La Cúpula Music |
| 2022 | Muchas Gracias                                        | La Cúpula Music |
| 2022 | La campana suena es mi funeral                        | La Cúpula Music |
| 2022 | Brindemos por nuestro encuentro                       | La Cúpula Music |
| 2022 | Oro de ley                                            | Quela Records   |
| 2023 | Contigo                                               | La Cúpula Music |
| 2023 | Cihuri tierra envidiable                              | La Cúpula Music |
| 2024 | Gente de Soria                                        | La Cúpula Music |
| 2024 | Pange Lingua                                          | La Cúpula Music |
| 2025 | 20 de abril                                           | La Cúpula Music |

## Programas de televisión
| Televisión | Televisión                | Televisión | Televisión       | Televisión | Televisión |
| Año        | Título                    | Personaje  | Notas            | Cadena     | Ref.       |
| ---------- | ------------------------- | ---------- | ---------------- | ---------- | ---------- |
| 1979       | Informativos              | Él mismo   | Artista invitado | TVE        |            |
| 1986       | Informativos              | Él mismo   | Artista invitado | TVE        |            |
| 1989       | Informativos              | Él mismo   | Artista invitado | TVE        |            |
| 1998       | Sintonía para La vendimia | Él mismo   | Artista invitado | TVE        |            |
| 1999       | Sintonía TVE Verano       | Él mismo   | Artista invitado | TVE        | [ 52 ]     |
| 2001       | Cine de Barrio            | Él mismo   | Artista invitado | TVE        | [ 53 ]     |
| 2011       | Rioja y cía               | Él mismo   | Artista invitado | Popular TV |            |
| 2012       | Rioja y cía               | Él mismo   | Artista invitado | Popular TV |            |
| 2013       | Desexos Cumpridos         | Él mismo   | Artista invitado | TVG        | [ 54 ]     |
| 2014       | Luar                      | Él mismo   | Artista invitado | TVG        | [ 55 ]     |
| 2014       | Rioja y cía               | Él mismo   | Artista invitado | Popular TV |            |
| 2014       | Especial San Mateos       | Él mismo   | Artista invitado | TVR        | [ 56 ]     |

| Televisión | Televisión                  | Televisión | Televisión       | Televisión | Televisión    |
| Año        | Título                      | Personaje  | Notas            | Cadena     | Ref.          |
| ---------- | --------------------------- | ---------- | ---------------- | ---------- | ------------- |
| 2014       | Menuda Peña                 | Él mismo   | Artista invitado | Popular TV | [ 57 ]        |
| 2015       | Luar                        | Él mismo   | Artista invitado | TVG        | [ 58 ]        |
| 2016       | Luar                        | Él mismo   | Artista invitado | TVG        | [ 59 ]        |
| 2016       | Menuda Peña                 | Él mismo   | Artista invitado | Popular TV |               |
| 2016       | Especial San Mateos         | Él mismo   | Artista invitado | TVR        |               |
| 2017       | Luar                        | Él mismo   | Artista invitado | TVG        | [ 60 ]        |
| 2017       | Aquí Galicia                | Él mismo   | Artista invitado | TVG        | [ 61 ]        |
| 2017       | Menuda Peña                 | Él mismo   | Artista invitado | Popular TV | [ 62 ]        |
| 2018       | Luar                        | Él mismo   | Artista invitado | TVG        | [ 63 ]        |
| 2018       | Menuda Peña                 | Él mismo   | Artista invitado | Popular TV |               |
| 2019       | Adiviña quen vén esta tarde | Él mismo   | Artista invitado | TVG        | [ 64 ]        |
| 2019       | Aquí Galicia                | Él mismo   | Artista invitado | TVG        | [ 65 ]        |
| 2021       | La 7 La Rioja TV            | Él mismo   | Artista invitado | 7 TV       | [ 66 ] [ 67 ] |
| 2022       | Luar                        | Él mismo   | Artista invitado | TVG        | [ 68 ]        |

## Productor
En 1986, seis años después del fallecimiento de Carmen Medrano, voz solista de Carmen, Jesús e Iñaki,a petición de Jesús Vicente compra los máster de la discografía a Movieplay, para reeditar con dos canciones que no habían salido en ningún disco. Ese año con la actuaciones de Joaquín Sabina , Labordeta, Imanol y un gran elenco de artistas cantando juntos La Rioja existe en el Auditórium del Ayuntamiento de Logroño se presentó el disco Resumen, reeditado por la compañía discográfica madrileña 21 Records.
En 1990 produjo el primer LP del cantante riojano Jorge Ardanza, titulado Himno CD Logroñés con diez temas, cantados por Ardanza y el propio Juancho Ruiz, entre ellas la nueva versión del himno del ya desaparecido Club Deportivo Logroñés que dio nombre al álbum.
En 1992 produjo el primer disco de Makoki el Can y su grupo Vela, Tomando te.
En 1998 produce y canta para TVE la sintonía La Vendimia
En 2015 produce y canta a dúo con Ernesto Tecglen Torres "La Vieja Banda", La Leyenda de Iker Casillas, El gnomo del balón (Messi la leyenda), La cumbia del shihuuuu (Cristiano Ronaldo), ¡Que viene el Potro! (Bale), presentadas en programa de televisión El chiringuito de jugones.
En junio de 2016 produce y canta a dúo con Ernesto Tecglen Torres "La Vieja Banda",  El Brexit Dance presentada en rtve, dedicado a la salida del Reino Unido de la Unión Europea
En octubre de 2016, produjo y cantó un disco homenaje al autor riojano de Igea, Ángel Sáez-Benito, que incluye temas como "Soria, la gloria de España" y "Riojano de pura cepa", composición de Sáez-Benito.
En 2017 produce y remasteriza La Rioja existe cantando con Jesús Vicente, Ángela Muro, Chema Purón  y Teo Echaure otra versión .
En 2018 produce y canta a dúo con Ernesto Tecglen Torres "La Vieja Banda", Hacia Moscú,va la Selección compositor de "El baile de la mané" Disco triple platino (300.000 copias).
En 2019 produce y colabora con Ernesto Tecglen "La Vieja Banda",en el tema "Nadal,la leyenda" dedicada al tenista Rafael Nadal.
En abril de 2021,remasteriza y produce toda la discografía de Carmen, Jesús e Iñaki,junto con Jesús Vicente publicándola en las plataformas digitales.
En 2023, Juancho Ruiz "El Charro" amplía su faceta como productor musical remasterizando y produciendo el tema "Canción de Rivas Madrid", obra del compositor Ernesto Tecglen Torres, conocido artísticamente como La Vieja Banda. Ese mismo año, impulsa una producción especial dedicada al futbolista Luka Modrić , emblema del Real Madrid y galardonado con el Balón de Oro y el premio The Best de la FIFA al mejor jugador del mundo en 2018. Ambas canciones fueron publicadas en las principales plataformas digitales, alcanzando notable difusión.
También en 2023, produce los temas "Más que una mujer" y "Esperando" del cantautor riojano Jorge Ardanza, reafirmando su compromiso con el talento emergente y consolidado de su tierra, y posicionando estas obras en las plataformas digitales de mayor proyección internacional.

## Reconocimientos
En 2023 fue nombrado Hijo Ilustre de Grañón, su localidad de nacimiento, uniendo su nombre a personajes como el Conde García Ordóñez o Don Sancho de Grañón entre otros.